# Actias rhodopneuma
Actias rhodopneuma es una especie de lepidóptero ditrisio de la familia Saturniidae.
Se encuentra en China, Laos, Vietnam, Birmania, Tailandia e India. Si bien no hay muchos informes sobre sus plantas hospedantes en la naturaleza, en cautiverio se han criado en Liquidambar, Cotinus, Prunus, Salix y Rhus. Por lo general, ocupa las regiones montañosas dentro de su rango natural y se encuentra desde los 1000 m hasta los 4500 m en las montañas.